# Patrick Ianni
Patrick Edward Joseph Ianni (15 de junho de 1985) é um ex-futebolista profissional estadunidense que atuava como defensor.

## Carreira
Patrick Ianni representou a Seleção Estadunidense de Futebol nas Olimpíadas de 2008.